# Гарри Поттер и Орден Феникса (фильм)
«Га́рри По́ттер и О́рден Фе́никса» (англ. Harry Potter and the Order of the Phoenix) — приключенческий фэнтезийный фильм 2007 года режиссёра Дэвида Йейтса, пятый из серии фильмов о Гарри Поттере. Снят по мотивам одноимённого романа 2003 года Дж. К. Роулинг.
Фильм занял 40-е место среди самых кассовых фильмов и 2-е место среди фильмов 2007 года.

## Сюжет
В 1995 году Гарри Поттер проводит летние каникулы у Дурслей. После очередного издевательства своего кузена Дадли и его компании он в гневе собирается наслать заклинание на Дадли. Неожиданно погода портится, и друзья Дадли разбегаются. Гарри и Дадли бегут домой через подземный переход, где на них нападают дементоры Азкабана. Гарри вызывает Патронуса, чтобы спасти себя и Дадли. Дома к Гарри приходит письмо из Министерства магии о его исключении из школы чародейства и волшебства «Хогвартс» за использование волшебства в присутствии магла.
Вечером его вызволяет из беды отряд волшебников, среди которых Аластор Грюм, Нимфадора Тонкс, Кингсли Бруствер и другие. Они объясняют Гарри, что профессор Альбус Дамблдор попросил министра магии, Корнелиуса Фаджа, отложить исключение Гарри до официального слушания Визенгамота, и доставляют его на площадь Гриммо в родовой дом крёстного отца Гарри Поттера — Сириуса Блэка, где устроилась семья Уизли вместе с Гермионой Грейнджер и остальными членами Ордена Феникса.
На следующий день Гарри с мистером Уизли отправляются в Министерство магии на слушание по его делу. Корнелиус Фадж и его сторонники настаивают на исключении парня из Хогвартса по статье о «незаконном использовании магии несовершеннолетним». Разъяснениям Гарри о том, что их с кузеном атаковали дементоры Азкабана и что применение заклинания было вынужденным актом самообороны, большинство судей не верят. Лишь с помощью Альбуса Дамблдора и соседки Дурслей, сквиба Арабеллы Фигг, которая была свидетельницей нападения, Гарри добивается оправдания.
На вокзале «Кингс-Кросс» Сириус рассказывает Гарри, что Орден Феникса был основан Альбусом Дамблдором для борьбы с Волан-де-Мортом и что туда входили его родители, после чего дарит ему фотографию с изображением членов Ордена в полном составе. Гарри проводит свой пятый год обучения в Хогвартсе и обнаруживает, что многие ученики, их родители и официальные чины Министерства магии отрицают сам факт недавней дуэли юного волшебника с Волан-де-Мортом, делая вид, будто не имеют ни малейшего представления о возвращении последнего. Также Гарри, Рон Уизли и Гермиона обнаруживают, что лесничий Хагрид исчез из Хогвартса.
Опасаясь, что Альбус Дамблдор преднамеренно распространяет слухи о возвращении Волан-де-Морта, стремясь подорвать авторитет министра магии и в дальнейшем занять его место, Корнелиус Фадж назначает новым профессором Защиты от тёмных искусств своего человека — Долорес Амбридж, которая, помимо своих рабочих обязанностей, призвана также следить за персоналом и студентами Хогвартса. Амбридж тщательно инспектирует учителей и едва не выгоняет из Хогвартса преподавательницу прорицаний, профессора Сивиллу Трелони, которую берёт под защиту Дамблдор.
Одобренный Министерством курс лекций по защитной магии профессора Амбридж оказывается абсолютно бесполезным на практике — юные волшебники просто не способны противостоять действию тёмных сил, угрожающих им и всему волшебному сообществу. И тогда Гарри по настоянию Гермионы и Рона берёт инициативу в свои руки, став неофициальным преподавателем. Они регулярно и тайно встречаются с небольшой группой студентов, называющей себя Отрядом Дамблдора. Отряд базируется в Выручай-комнате, которая открывается в случае крайней необходимости. Гарри обучает всех тем заклинаниям, которые знает сам.
Но Амбридж подозревает о заговоре, допрашивает учеников и создаёт Инспекционную Дружину, куда входят Драко Малфой, Винсент Крэбб, Грегори Гойл и Аргус Филч, чтобы выследить членов Отряда. Получается так, что они почти ловят Полумну Лавгуд, но терпят фиаско. Однажды ночью Гарри снится, что кто-то нападает на мистера Уизли. Альбус Дамблдор понимает серьёзность положения и поручает профессору Снеггу проводить с Гарри занятия по окклюменции — защите своего разума от чужого проникновения (так как Волан-де-Морт может в любой момент воспользоваться этой связью).
Однако эти занятия не достигают поставленной цели, а тем временем из Азкабана совершается массовый побег. Министерство переводит вину на Сириуса Блэка. После рождественских каникул некоторые ученики перестают верить Министерству и встают на сторону Гарри. Кроме того, через некоторое время в Хогвартс возвращается Хагрид и объясняет своё отсутствие тем, что Дамблдор отправлял его на переговоры к великанам. Параллельно с этим Гарри продолжает преподавать заклинания Отряду Дамблдора. Когда студенты под руководством Гарри разучивают заклинание Патронуса, стена комнаты рушится, и появляются Амбридж с Инспекционной Дружиной и захваченной ими Чжоу Чанг (они с Гарри начали встречаться и впервые поцеловались перед Рождеством).
Затем Дамблдор, подыграв Гарри, берёт на себя ответственность за создание Отряда Дамблдора и его деятельность, за что Фадж собирается отправить его в Азкабан, но профессор с помощью Фоукса успевает трансгрессировать. После этого Амбридж назначается новым директором школы и берёт Хогвартс под свой полный контроль, превратив его в подобие колонии для малолетних преступников. Но во время сдачи СОВ Фред и Джордж Уизли поднимают мятеж и срывают экзамен: они громят класс и вылетают на мётлах на улицу, где устраивают фейерверк.
Когда Гарри выходит на улицу, ему видится, как Тёмный Лорд пытает Сириуса и требует, чтобы последний отдал ему «его». Гарри вместе с Роном и Гермионой решают отправиться в Министерство магии с помощью Летучего пороха через камин Амбридж (остальные камины держатся под наблюдением), но директор и Малфой хватают их, Джинни, Невилла и Полумну. Долорес собирается применить Сыворотку Правды (выясняется, каким образом она узнала про Выручай-комнату от Чжоу), но узнав от Снегга, что запасов зелья больше не осталось, решается пытать Гарри при помощи одного из 3-х Непростительных заклятий — пыточного заклинания «Круциатус» (что категорически запрещено, под угрозой пожизненного заключения в Азкабан или даже смертной казни). Также Гарри сообщает Снеггу, что Тёмный Лорд схватил «Бродягу» (прозвище Сириуса Блэка), и он держит его там, где «оно спрятано». Снегг врёт Амбридж, что не знает, о чём Гарри говорит.
Гермиона спасает Гарри, уговаривая показать «секретное оружие Дамблдора». Заманив Амбридж в Запретный лес, Гарри и Гермиона сдают её кентаврам. На обратном пути они встречают Рона, Джинни, Невилла и Полумну, сбежавших от Малфоя и остальных. На фестралах они добираются до Министерства, где в Зале Пророчеств Гарри находит своё и слушает его. Затем он берёт пророчество, и тут друзей окружают Пожиратели Смерти, отряд которых возглавляют Люциус Малфой и Беллатриса Лестрейндж, ответственная за пытки над родителями Невилла Долгопупса, учинённые ею за 14 лет до основных событий.
Все понимают, что видение с Сириусом было ловушкой, но Отряд Дамблдора сумел прорваться через окружение и бежать. Однако Пожиратели всё равно хватают всех, кроме Гарри. Последнему приходится отдать пророчество Люциусу Малфою, после чего появляются Грозный Глаз Грюм, Сириус Блэк, Нимфадора Тонкс, Кингсли Бруствер и Римус Люпин.
Начинается жестокое сражение, в процессе которого Беллатриса убивает своего двоюродного брата. Одержимый гневом и жаждой мести, Гарри преследует убийцу и с помощью заклинания «Круциатус» сбивает Беллатрису с ног (заклинание не подействовало в полную силу, так как нужно иметь сильное желание причинить боль, чтобы заклинание обрело полную мощь). Появляются Волан-де-Морт и Дамблдор. Между ними начинается поединок, в результате которого Том Реддл (он же Тёмный Лорд) проникает в сознание Гарри и мучит его.
Дамблдор говорит, что ключ в том, в чём они различаются. Поттер понимает, что этот ключ — любовь и дружба, вещи, которые Тёмный Лорд никогда не ценил. Волан-де-Морт выходит из сознания Гарри и готовится прикончить его, но через Летучий порох появляются министр Фадж и мракоборцы. Волан-де-Морт трансгрессирует, и в газете «Ежедневный Пророк» сообщается, что:
- Дамблдор и Поттер реабилитированы;
- Фадж уходит в отставку под давлением Министерства;
- Амбридж отстранена от должности Генерального инспектора и Директора Хогвартса;
- возвращение «Того, кого нельзя называть» официально подтверждено;
- Дамблдор восстановлен в должности директора Хогвартса.

Альбус рассказывает правду о пророчестве, а Поттер говорит своим друзьям, что вера в себя и своих друзей — это ключ к борьбе с Волан-де-Мортом.

## В ролях
| Роль                              | Актёр (актриса)       |          |
| студенты                          | студенты              | студенты |
| --------------------------------- | --------------------- | -------- |
| Гарри Поттер                      | Дэниел Рэдклифф       |          |
| Гермиона Грейнджер                | Эмма Уотсон           |          |
| Рон Уизли                         | Руперт Гринт          |          |
| Драко Малфой                      | Том Фелтон            |          |
| Фред Уизли                        | Джеймс Фелпс          |          |
| Джордж Уизли                      | Оливер Фелпс          |          |
| Джинни Уизли                      | Бонни Райт            |          |
| Полумна Лавгуд                    | Эванна Линч           |          |
| Невилл Долгопупс                  | Мэттью Льюис          |          |
| Чжоу Чанг                         | Кэти Льюнг            |          |
| Падма Патил                       | Афшан Азад            |          |
| Парвати Патил                     | Шефали Чоудхури       |          |
| Винсент Крэбб                     | Джейми Уэйлетт        |          |
| Грегори Гойл                      | Джошуа Хердман        |          |
| Симус Финниган                    | Девон Мюррей          |          |
| Дин Томас                         | Альфред Энох          |          |
| персонал Хогвартса                |                       |          |
| Альбус Дамблдор                   | Майкл Гэмбон          |          |
| Минерва Макгонагалл               | Мэгги Смит            |          |
| Рубеус Хагрид                     | Робби Колтрейн        |          |
| Северус Снегг                     | Алан Рикман           |          |
| Долорес Амбридж                   | Имельда Стонтон       |          |
| Сивилла Трелони                   | Эмма Томпсон          |          |
| Аргус Филч                        | Дэвид Брэдли          |          |
| Вильгельмина Граббли-Дёрг         | Эппл Брук             |          |
| Филиус Флитвик                    | Уорик Дэвис           |          |
| работники Министерства магии      |                       |          |
| Корнелиус Фадж                    | Роберт Харди          |          |
| Амелия Боунс                      | Сайан Томас           |          |
| Джон Долиш                        | Ричард Лиф            |          |
| Волан-де-Морт и Пожиратели Смерти |                       |          |
| Волан-де-Морт                     | Рэйф Файнс            |          |
| Люциус Малфой                     | Джейсон Айзекс        |          |
| Беллатриса Лестрейндж             | Хелена Бонэм Картер   |          |
| Антонин Долохов                   | Арбен Байрактарай     |          |
| Орден Феникса                     |                       |          |
| Аластор Грюм                      | Брендан Глисон        |          |
| Сириус Блэк                       | Гэри Олдмен           |          |
| Римус Люпин                       | Дэвид Тьюлис          |          |
| Артур Уизли                       | Марк Уильямс          |          |
| Молли Уизли                       | Джули Уолтерс         |          |
| Кингсли Бруствер                  | Джордж Харрис         |          |
| Нимфадора Тонкс                   | Наталия Тена          |          |
| Арабелла Фигг                     | Кэтрин Хантер         |          |
| Элфиас Дож                        | Питер Картрайт        |          |
| Эммелин Вэнс                      | Бриджитт Миллар       |          |
| другие персонажи                  |                       |          |
| Вернон Дурсль                     | Ричард Гриффитс       |          |
| Петунья Дурсль                    | Фиона Шоу             |          |
| Дадли Дурсль                      | Гарри Меллинг         |          |
| Кикимер (голос)                   | Тимоти Бейтсон        |          |
| Джеймс Поттер                     | Эдриан Роулинс        |          |
| Лили Поттер                       | Джеральдин Сомервилль |          |
| Джеймс Поттер в юности            | Роберт Джарвис        |          |
| Северус Снегг в юности            | Алек Хопкинс          |          |

## Отличия от книги
«Орден Феникса» является самой большой книгой во всей серии о Гарри Поттере. Сценарист Майкл Голденберг описал свою задачу по сокращению романа как «поиск наилучшего способа пересказать историю. Моя задача заключалась в том, чтобы оставаться верным духу книги, а не букве».
Также он сообщил, что Роулинг сказала ему, продюсерам и режиссёру Дэвиду Йейтсу, что она «просто хочет видеть шикарное кино и поэтому даёт [им] право на любые вольности, которые [им] необходимы для превращения книги в фильм, который она бы полюбила». Сокращение книги для соответствия рамкам фильма стало проще, как объяснил Голденберг, когда он понял главную концепцию сценария — показать «эмоциональные переживания Гарри во время его пути».
Та вещь, за сокращение которой Голденберг «ненавидит» себя, это отсутствие в фильме квиддича — главной спортивной игры волшебного мира. В книге Рон растёт как персонаж, пробуя свои силы в команде Гриффиндора по квиддичу. «Рон встречается лицом к лицу с испытаниями, проходя собственный путь, схожий с тем, который однажды уже проходил Гарри. В фильме мы постарались показать это другими способами, чтобы вы смогли почувствовать, если не детали этой истории, то её дух, показанный в фильме»,— говорят создатели. Эти изменения очень расстроили актёра Руперта Гринта, который «с нетерпением ждал сцен квиддича» с участием его персонажа.
В одной из значительных сцен книги в воспоминаниях Гарри видит, как его собственный отец, Джеймс, оскорбляет и без причины унижает Снегга в их школьные годы, а Снегг, в свою очередь, оскорбляет его мать Лили, хотя она встаёт на его сторону. По словам Голденберга, в фильме всё сокращается до «идеи»: когда вы понимаете, что «ваши родители были такими же людьми, со своими недостатками, всё становится немного другим, это и есть момент взросления». Молодая Лили Поттер в фильме так и не появляется, однако существуют рекламные плакаты с неизвестным подростком Сюзи Шиннер в этой роли.
Сцена в больнице Святого Мунго, в которой друзья встречают своего однокурсника Невилла Долгопупса и узнают, что его родители были доведены до сумасшествия заклятием Беллатрисы Лестрейндж, была пропущена, так как это требовало строительства новых сложных декораций. В фильме действие этой сцены было перенесено в Выручай-Комнату после одного из занятий Отряда Дамблдора.
В фильме тайну Отряда Дамблдора раскрывает Чжоу Чанг под воздействием сыворотки правды, которую активно использовала Долорес Амбридж. Однако в книге Отряд предала подруга Чжоу — Мариэтта Эджком, персонаж которой в экранизации даже не появляется. В фильме не упоминается о ссоре Перси Уизли с остальными членами семьи и не говорится о назначении Рона и Гермионы старостами Гриффиндора.
Кроме этого, для приближения развязки фильма многие события, предшествующие сражению Гарри и Волан-де-Морта в Министерстве Магии, были пропущены. Домовой Кикимер, который был включён в сценарий лишь по личному требованию Роулинг, в книге имел намного большее значение. Он видел, как члены Ордена Феникса избавлялись от артефактов семьи Блэков, но спас некоторые из них, одним из которых был медальон, имевший огромное влияние в седьмой книге. Из-за добавления Кикимера все сцены с домовым эльфом Добби были вырезаны, а его важные действия были переданы другим персонажам.
Рита Скитер, журналистка, роль которой в «Кубке огня» исполнила Миранда Ричардсон, отсутствует в экранизации. В книге Гермиона шантажирует её, чтобы та написала статью в поддержку Гарри, словам которого большинство членов магического общества не верит. Ричардсон отметила:
 Этот фильм никогда не будет фильмом по книге, полностью… Они возьмут основную идею и фильма и сделают то, что будет с их точки зрения коммерчески успешным, то, что должно понравиться людям.

## Съёмки
- Основные действия происходили на киностудии Leavesden Studios на юге Англии[7], графство Хертфордшир. «Снежные» сцены — Глен Эйтив в Северной Шотландии. А пейзажи Чёрного озера и прилегающей территории снимались в Гленфиннане также в Северной Шотландии. Некоторые сцены были сняты в Скандинавии, так как в Шотландии было мало снега[8].
- В середине лета 2006 года съёмки пятого фильма прекратились на месяц, потому что Дэниелу Рэдклиффу (Гарри Поттер) и Эмме Уотсон (Гермиона Грейнджер) нужно было сдавать выпускные экзамены в школе[9]. Такой перерыв обошёлся компании Warner Bros. в сумму 4,8 миллиона долларов.

## Релиз
В 2007 году премьера фильма состоялась в кинотеатрах Великобритании и Ирландии на трёх языках: на английском, валлийском и ирландском. В Канаде премьера состоялась во всех провинциях и территориях; 4 июля, в день 230-летия независимости, в США поступил ограниченный прокат.

## Критика
На сайте Rotten Tomatoes фильм имеет рейтинг 77 % на основе 256 рецензий критиков со средней оценкой 6,9/10. На сайте Metacritic фильм получил оценку 71 из 100 на основе 37 рецензий, что соответствует статусу «в основном положительные отзывы».